# Sudański Komitet Olimpijski
Sudański Komitet Olimpijski (SOC) (ang. Sudan Olympic Committee) – sudańskie stowarzyszenie związków i organizacji sportowych. Zajmuje się przede wszystkim organizacją udziału reprezentacji Sudanu w igrzyskach olimpijskich oraz upowszechnianiem idei olimpijskiej, promocją sportu i reprezentowaniem sudańskiego sportu w organizacjach międzynarodowych, w tym w Międzynarodowym Komitecie Olimpijskim.

## O komitecie
Sudański Komitet Olimpijski powstał w 1956 roku, a do Międzynarodowego Komitetu Olimpijskiego przyjęto go w 1959. Od 2008 roku przewodniczącym komitetu jest Hashim Haroun Ahmed, zaś sekretarzem generalnym od 2012 roku jest Ahmed Abou Elgasim Hashim. W 1968 roku dr Abdel Mohammed Halim został pierwszym Sudańczykiem, którego wybrano do Międzynarodowego Komitetu Olimpijskiego.
Istnieje również Sudański Komitet Paraolimpijski. Komitet jest członkiem Afrykańskiej Konfederacji Sportu Niepełnosprawnych. W 2011 roku przewodniczącym był Mohamed Abdel Gadir, a sekretarzem generalnym El-Tayeb El-Samani. 
Sudańscy sportowcy wystąpili po raz pierwszy na igrzyskach w Los Angeles w 1960 i od tej pory (z wyjątkiem IO 1964, IO 1976, IO 1980) startują na letnich igrzyskach nieprzerwanie. Do Rzymu SOC wysłał 10 sportowców, nie zdobyli jednak medali. Pierwszy medal dla Sudanu zdobył w 2008 roku Ismail Ahmed Ismail. Pierwszą kobietę SOC wysłał na igrzyska w Sydney (2000), była to Awmima Mohamed.
W 2013 roku Sudański Komitet Olimpijski skupiał na prawach pełnego członkostwa sześć związków sportowych: Sudan Amateur Boxing Federation (boks), Sudan Athletic Federation (lekkoatletyka), Sudan Equestrian Federation (jeździectwo), Sudan Table Tennis Association (tenis stołowy), Sudan Taekwondo Federation (taekwondo), Sudan Wrestling Federation (zapasy).